# پاتریک سندرز
پاتریک سندرز (انگلیسی: Patrick Sanders؛ زادهٔ ۶ آوریل ۱۹۶۶) فرد نظامی اهل بریتانیا است. وی همچنین برندهٔ جوایزی همچون نشان حمام و نشان امپراتوری بریتانیا شده‌است.